# Naaldvaren
Naaldvaren (Polystichum) is een wereldwijd voorkomend geslacht van ongeveer 180 tot 260 soorten terrestrische varens uit de niervarenfamilie (Dryopteridaceae). In België in Nederland zijn er vier vertegenwoordigers die allen zeldzaam zijn.

## Naamgeving en etymologie
- Duits: Schildfarn
- Engels: Sword Fern, Christmas Fern, Holly Fern

Polystichum is een samenstelling van Oudgrieks πολύς, polus (= veel) en στίχος, stichos (= rij), wat waarschijnlijk slaat op de rijen van sporenhoopjes op de blaadjes van deze varen.
De Nederlandse naam 'naaldvaren' slaat op het getande of genaalde zijranden en toppen van de blaadjes.

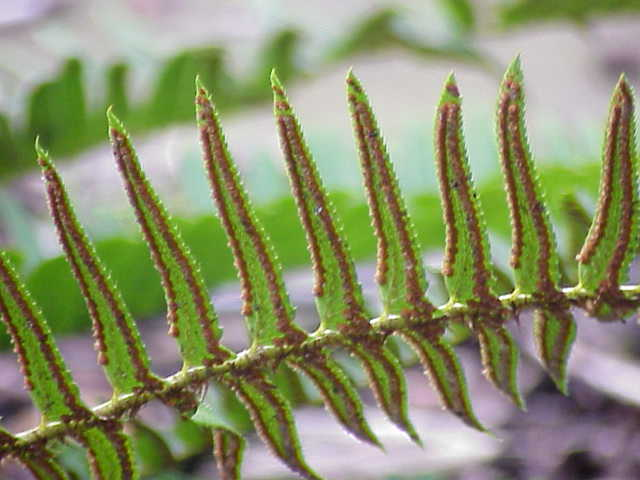
Blad van een lansvaren. Bemerk de sporenhoopjes in twee rijen, en de asymmetrische bladvoet

## Kenmerken
Naaldvarens hebben allen een korte, rechtstaande of kruipende wortelstok waaruit een platte bundel bladen of veren groeit. De bladen zijn 0,3-2 m lang, lancetvormig of ovaal en enkel- tot drievoudig geveerd. In vergelijking met de niervarens (Dryopteris) zijn de bladen steviger, dikwijls leerachtig en voelen ze ruwer aan. Ze blijven ook in de winter. Op één uitzondering na is er geen onderscheid tussen vruchtbare en onvruchtbare bladen.
Een belangrijk kenmerk dat alle naaldvarens delen, is de asymmetrische bladvoet van de blaadjes ter hoogte van de bladspil: de kant die naar de top van het blad wijst is groter dan de andere kant.
De ronde sporenhoopjes zitten in één of meer rijen op de onderzijde van de blaadjes en worden meestal afgedekt met een eveneens rond dekvliesje.

## Verspreiding en voorkomen
Naaldvarens zijn varens van voornamelijk subtropische en tropische streken in Azië, Oceanië en Zuid-Amerika. Vooral Japan, China (120 soorten) en de Himalaya kennen een grote soortenrijkdom aan naaldvarens. In Afrika en Noord-Amerika komen ze op bescheidener schaal voor. Ze zijn vooral te vinden in de bergen, vooral rond de evenaar komen ze nooit onder de 1000 m voor.
In Europa zijn er acht soorten naaldvarens bekend, waarvan de meeste voorkomen in Zuid-Europa en op Madeira.

## Levenswijze en voortplanting
Naaldvarens staan bekend om hun frequente hybridisatie. Er zijn meer dan tachtig hybriden bekend tussen naaldvarens. Hoewel de meeste onvruchtbaar zijn, komen hybriden zeer frequent voor op plaatsen waar de verspreidingsgebieden van twee
soorten elkaar overlappen.
Veel van deze hybriden zijn polyploïd, dat wil zeggen dat ze meer dan twee sets chromosomen hebben. Er zijn ook enkele soorten die zich ongeslachtelijk voortplanten via apogamie.

## Beschreven soorten
In Europa komen ongeveer acht soorten van nature voor, waarvan drie in België en Nederland:

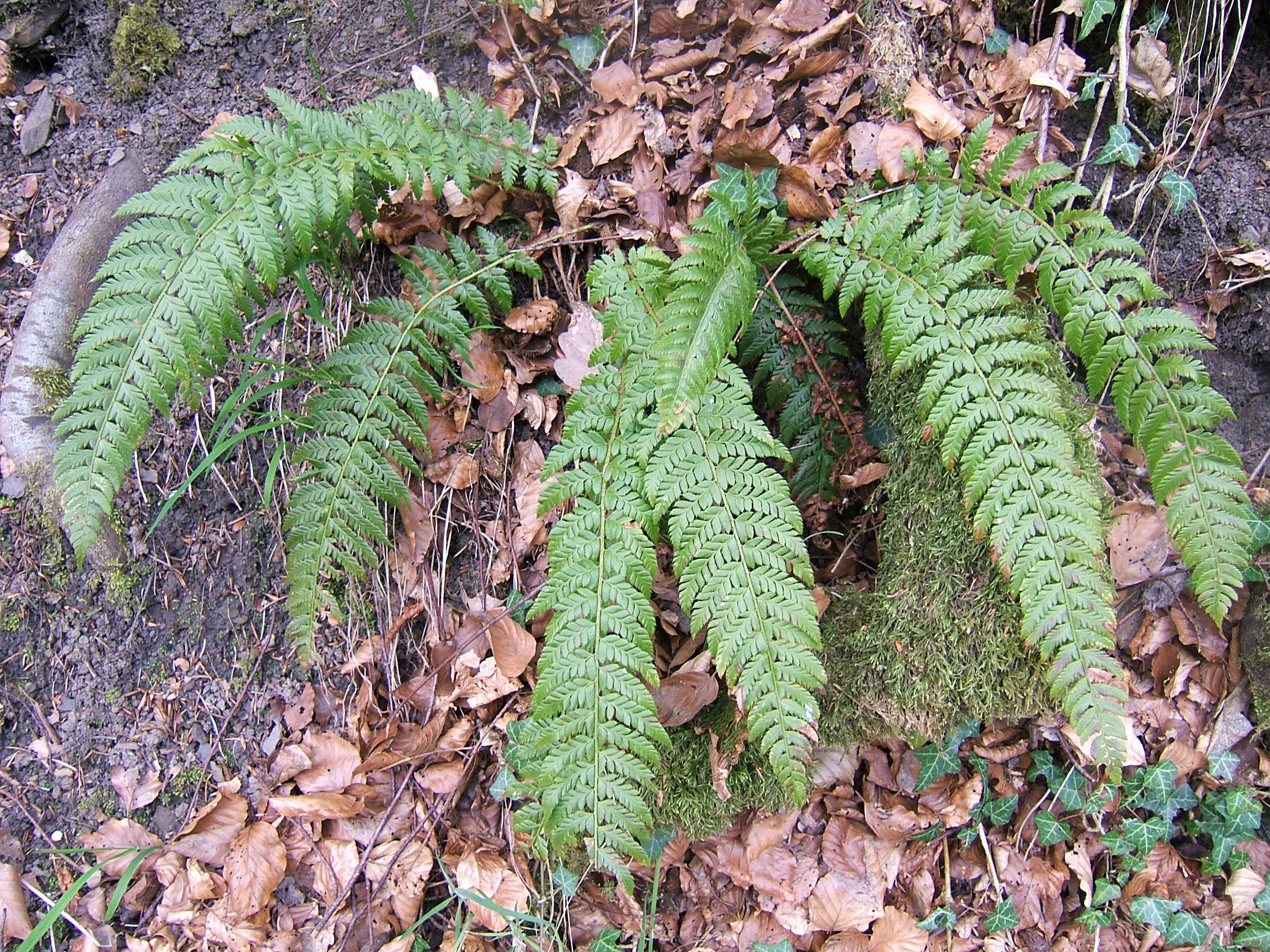
Polystichum aculeatum (stijve naaldvaren)
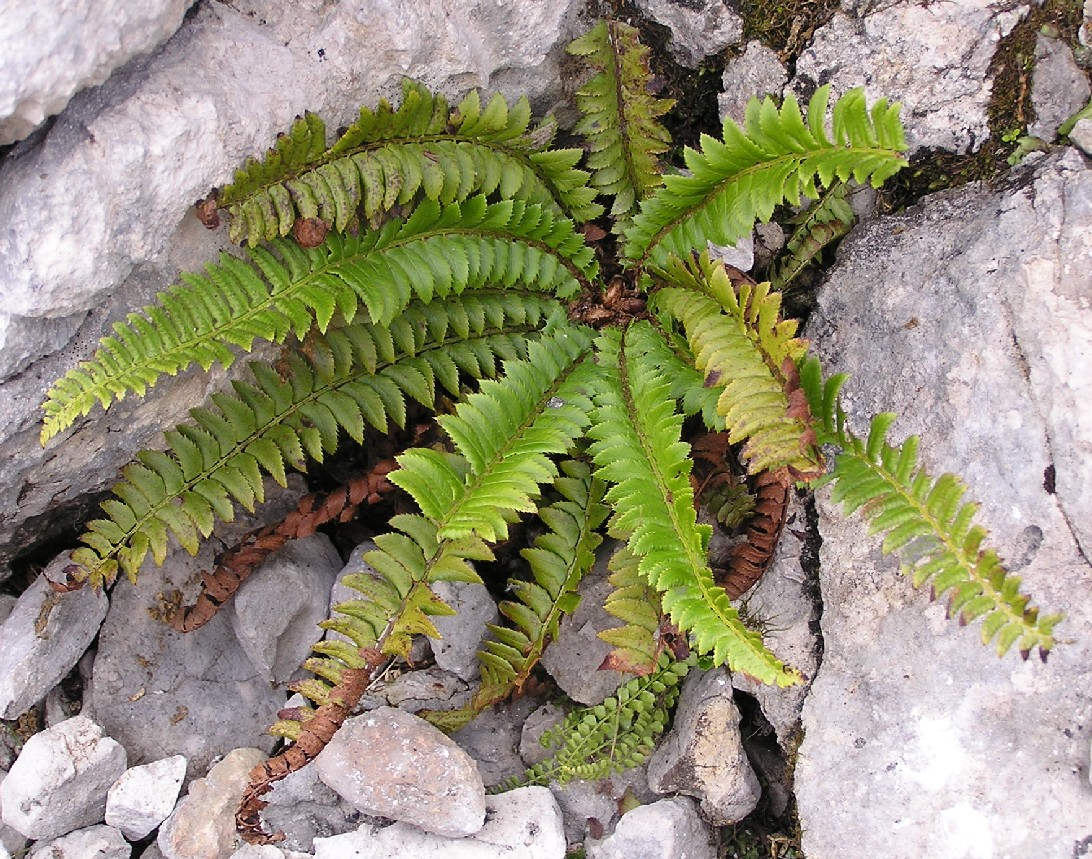
Polystichum lonchitis (lansvaren)
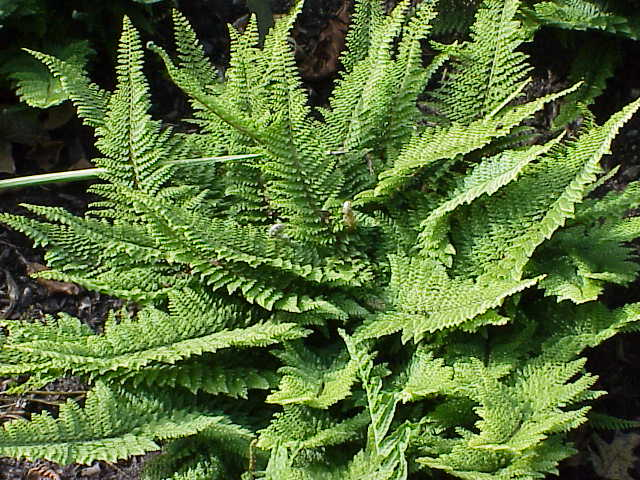
Polystichum setiferum (zachte naaldvaren)

Daarbuiten zijn er nog 180 tot 300 soorten verspreid over het Noordelijk halfrond:

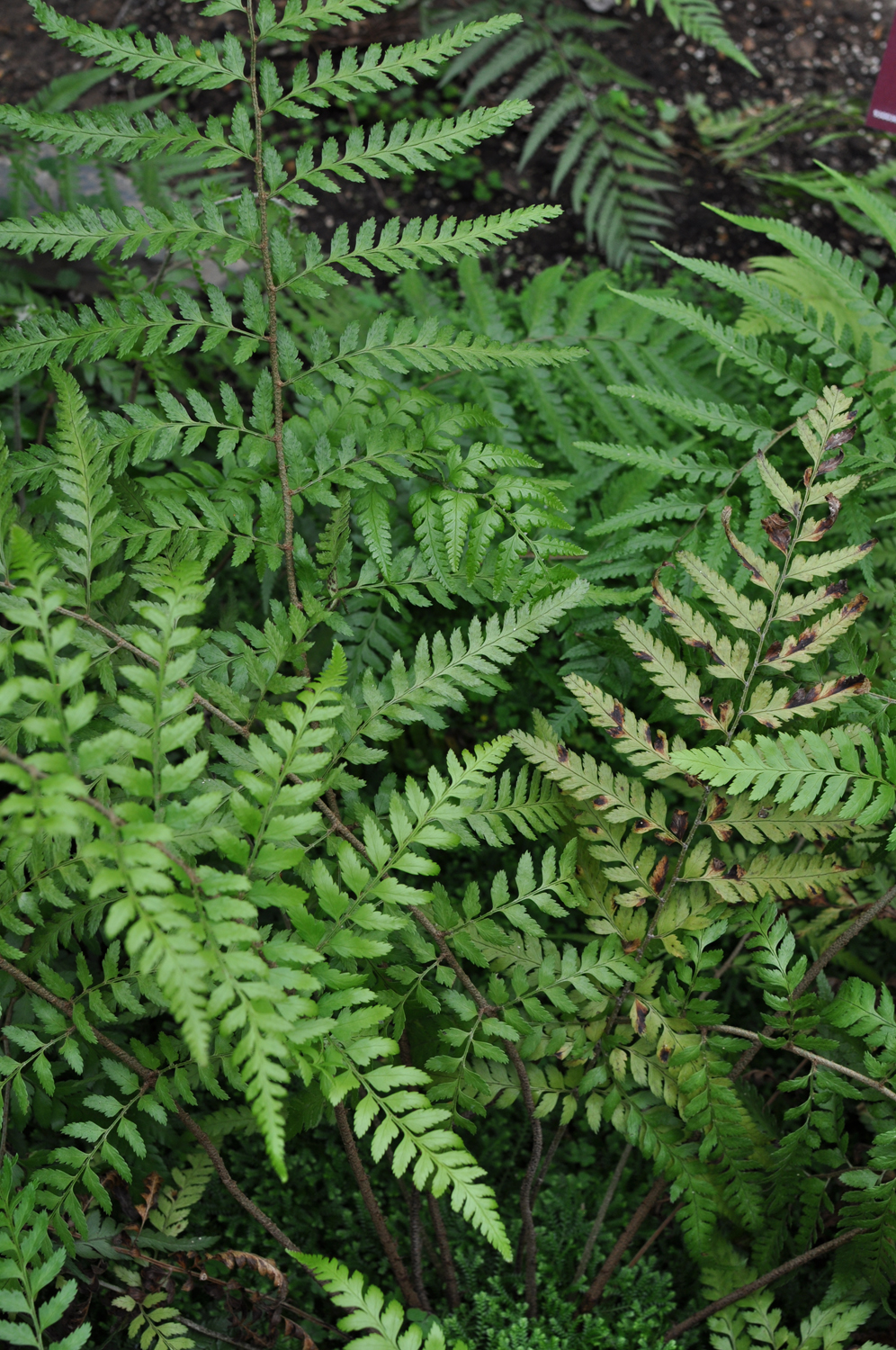
Polystichum drepanum
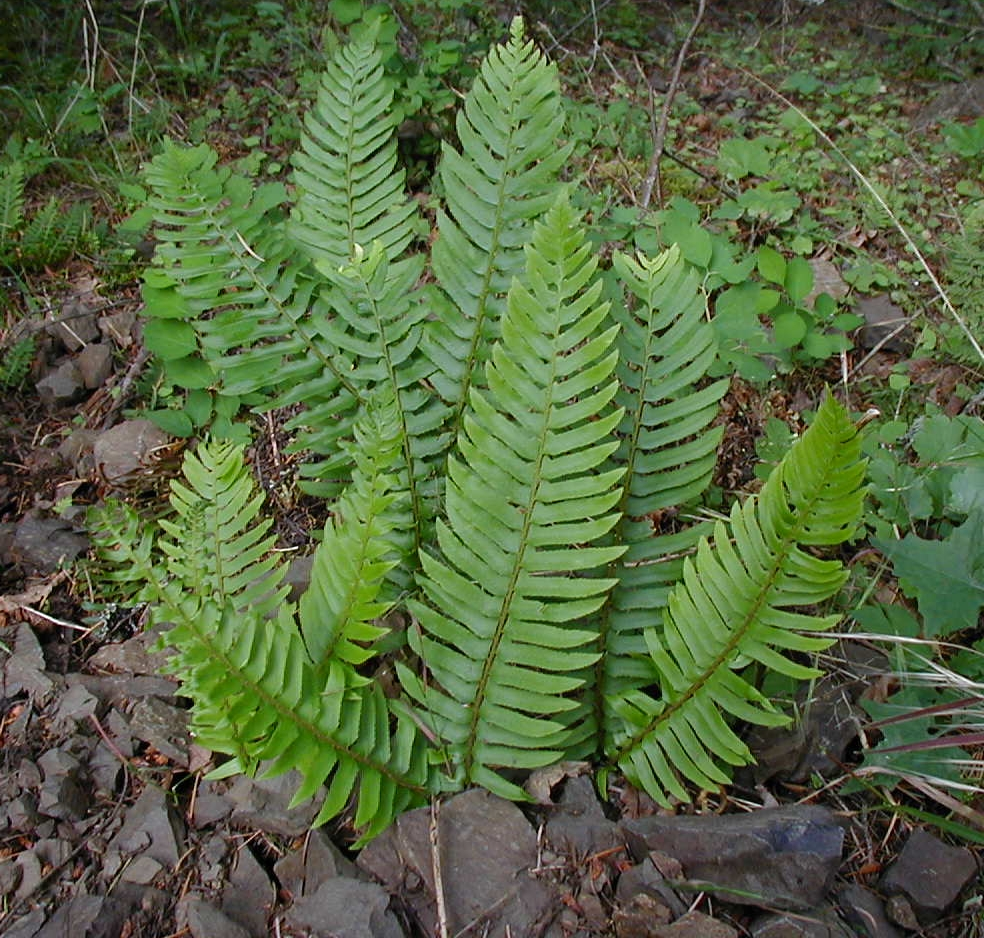
zwaardvaren (Polystichum munitum)